# Matteo 21

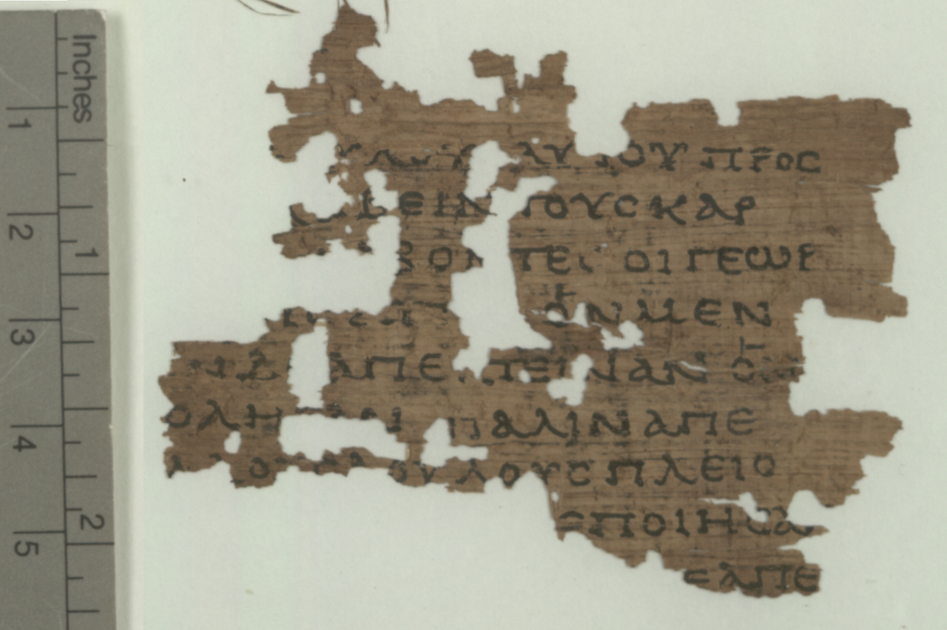
Matteo 21,34-37 sul recto del Papiro 104, c. 250.

Matteo 21 è il ventunesimo capitolo del vangelo secondo Matteo nel Nuovo Testamento. In questo capitolo viene descritta l'entrata trionfale di Gesù a Gerusalemme e l'inizio della parte finale del suo ministero prima della Passione.

## Testo
Il testo originale era scritto in greco antico. Il capitolo è diviso in 46 versetti.

### Testimonianze scritte
Tra le principali testimonianze documentali di questo capitolo vi sono:
- Papiro 104 (~ 250; versetti 34-37, 43, 45)
- Codex Vaticanus (325-350)
- Codex Sinaiticus (330-360)
- Codex Bezae (c. 400)
- Codex Washingtonianus (c. 400)
- Codex Ephraemi Rescriptus (c. 450)
- Codex Purpureus Rossanensis (VI secolo)
- Codex Petropolitanus Purpureus (VI secolo; versetti 7-34)
- Codex Sinopensis (VI secolo; versetti 1-18)
- Onciale 087 (VI secolo; versetti 19-24)

## Struttura
- Ingresso a Gerusalemme (21,1–11)

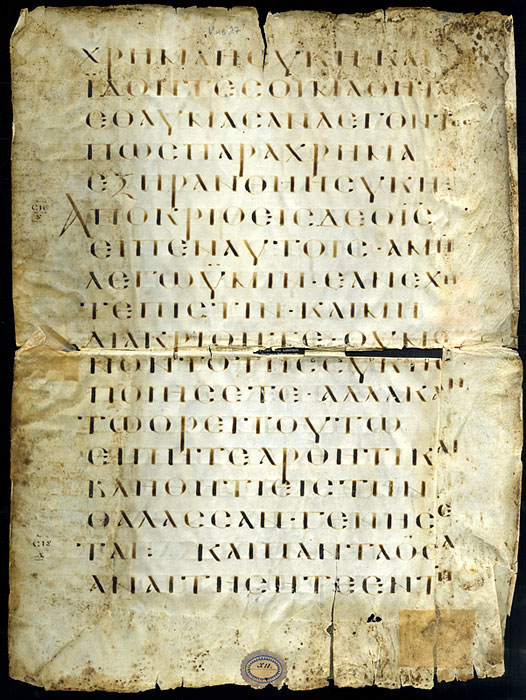
Matteo 21,19-24 sull'Onciale 087, VI secolo.

- Purificazione del Tempio (21,12–17)
- Maledizione del fico (21,18–22)
- Contestazione dell'autorità di Gesù (21,23-27)
- Parabola dei due figli (21,28-32)
- Parabola dei vignaioli omicidi (21,33-46)

## Ingresso trionfale di Gesù a Gerusalemme
La narrazione prende spunto dai capitoli precedenti del medesimo vangelo:
- il compimento delle profezie (cfr. 1,22-3, ecc.)
- Entrata di Gesù a Gerusalemme (cfr. 16,21; 20,17)
- la sua mansuetudine (cfr. 11,29)
- il suo status di re (cfr. 2,1-12)
- l'essere "figlio di David" (cfr. 1,1—18)
- l'essere "il venuto" (cfr. 3,11; 11,3)
- l'essere "il profeta" (cfr. 13,57)[1]

La parte iniziale rimanda al ritrovamento dell'asino di Saul (1 Samuele 10,1-9). 
Il passo riporta anche due primati:
- (1) Gesù viene definito per la prima volta re e messia in pubblico
- (2) la folla riconosce la sua regalità[1]

### Versetto 2
"dicendo loro: «Andate nel villaggio che vi sta di fronte: subito troverete un'asina legata e con essa un puledro. Scioglieteli e conduceteli a me."
Il biblista Dale Allison ricorda in questo passo il ritrovamento dell'asino di Saul in 1 Samuele 10,1-9.

### Versetto 11
E la folla rispondeva: «Questi è il profeta Gesù, da Nazaret di Galilea»
E' questo il primo riconoscimento di Gesù da parte del popolo di Gerusalemme.

## Versetto 12
Gesù entrò poi nel tempio e scacciò tutti quelli che vi trovò a comprare e a vendere; rovesciò i tavoli dei cambiavalute e le sedie dei venditori di colombe
I "cambiavalute" erano delle persone che sedevano nel tempio in particolari momenti dell'anno per ricevere il "mezzo shekel", e talvolta svolgevano la funzione di cambiavalute per chi non avesse la somma richiesta. Era tradizione per ogni ebreo, una volta all'anno, pagare mezzo shekel al tempio per il mantenimento dello stesso, sulla base delle indicazioni date da Dio a Mosè in Esodo 30,13. Anche se inizialmente tale pratica era prevista per soli 20 anni, in seguito divenne una tradizione fissa della cultura ebraica. Tutti erano tenuti a dare, dai sacerdoti, ai leviti, agli israeliti, agli stranieri, ai servitori e persino gli schiavi liberati; non erano tenute a donare le donne, gli schiavi e i bambini. In realtà il cambiavalute, il raccoglitore del denaro destinato al tempio, era divenuto col tempo un vero e proprio lavoro, come chi vendeva colombe per il sacrificio all'altare del tempio per Dio. Oltre al fatto che queste persone facessero del mercimonio su cose sacre, Gesù si scaglia contro di loro rovesciandone i banchi perché essi svolgono tale attività direttamente all'interno del tempio. La mossa di Gesù viene criticata dai rappresentanti del clero ebraico, non solo perché Gesù col suo gesto sembra voler sovvertire la legge di Mosè (che prevedeva per l'appunto la legittimità del pagamento del tributo al tempio, ma che non prevedeva però il mestiere di cambiavalute con relativo guadagno per chi lo svolgeva), ma anche perché nell'ottica dei sacerdoti tali attività non erano equiparabili al commercio perché finalizzate al culto divino e quindi il fatto che queste si svolgessero anche all'interno delle mura sacre del tempio non costituiva un atto deleterio alla religione ebraica.

## Versetto 13
e disse loro: «La Scrittura dice: La mia casa sarà chiamata casa di preghiera ma voi ne fate una spelonca di ladri»
In questa parte del vangelo di Matteo, in risposta all'atto compiuto nel tempio, Gesù cita Isaia 56,7; Geremia 7,11. La citazione è riportata anche in Marco 11,17; Luca 19,46.

## Versetti 24–27
Gesù rispose: «Vi farò anch'io una domanda e se voi mi rispondete, vi dirò anche con quale autorità faccio questo. 25 Il battesimo di Giovanni da dove veniva? Dal cielo o dagli uomini?». Ed essi riflettevano tra sé dicendo: «Se diciamo: "dal Cielo", ci risponderà: "perché dunque non gli avete creduto?"; 26 se diciamo "dagli uomini", abbiamo timore della folla, perché tutti considerano Giovanni un profeta». 27 Rispondendo perciò a Gesù, dissero: «Non lo sappiamo». Allora anch'egli disse loro: «Neanch'io vi dico con quale autorità faccio queste cose».
Allison fa notare come "questa sezione sia meno incentrata su Gesù... o su Giovanni il Battista ma piuttosto sugli anziani e sui sacerdoti del tempio, caratterizzandosi più per essere un passaggio morale che d'insegnamento.

## Versetto 43
Perciò io vi dico: vi sarà tolto il regno di Dio e sarà dato a un popolo che lo farà fruttificare. Chi cadrà sopra questa pietra sarà sfracellato; e qualora essa cada su qualcuno, lo stritolerà».
Il biblista protestante Heinrich Meyer ha notato che "Gesù non si sta qui riferendo ai gentili, come, sin dai tempi di Eusebio, molti... avevano supposto, ma, come indica chiaramente l'uso del singolare, ai futuri soggetti del regno del Messia, concepiti come un unico popolo, composto anche da ebrei e gentili, il nuovo popolo messianico di Dio", la "nazione santa" che viene citata anche in 1 Pietro 2,9. La frase "lo farà fruttificare" significa "che darà frutti al regno di Dio".